# سرو ده لا موئرته
سرو ده لا موئرته (به لاتین: Cerro de la Muerte) یک کوه در کاستاریکا است. سرو ده لا موئرته ۳٬۴۵۱ متر بالاتر از سطح دریا واقع شده‌است.